# Rogów Wieś
Rogów Wieś (prononciation [ˈrɔɡuf ˈvjɛɕ]) est un village de la gmina de Rogów, du powiat de Brzeziny, dans la voïvodie de Łódź, situé dans le centre de la Pologne.

## Administration
De 1975 à 1998, le village était attaché administrativement à l'ancienne voïvodie de Skierniewice.

Depuis 1999, il fait partie de la nouvelle voïvodie de Łódź.